# Kanguro (1920)
El Buque de Salvamento Kanguro era un buque de rescate de submarinos perteneciente a la Armada Española, construido en los astilleros  Werf Conrad de Haarlem, Holanda.

## El buque
Era un gran catamarán, en cuyo interior podía situarse un submarino y quedar amarrado para realizarle las tareas de abastecimiento, así como reparaciones simples. Igualmente, sobre su estructura se disponía un sistema de grúas y mecanismos que permitían alzar submarinos de hasta 46 m de eslora con hasta 650 toneladas de peso desde 40 m de profundidad hasta 6 sobre el nivel del mar.

## Historial

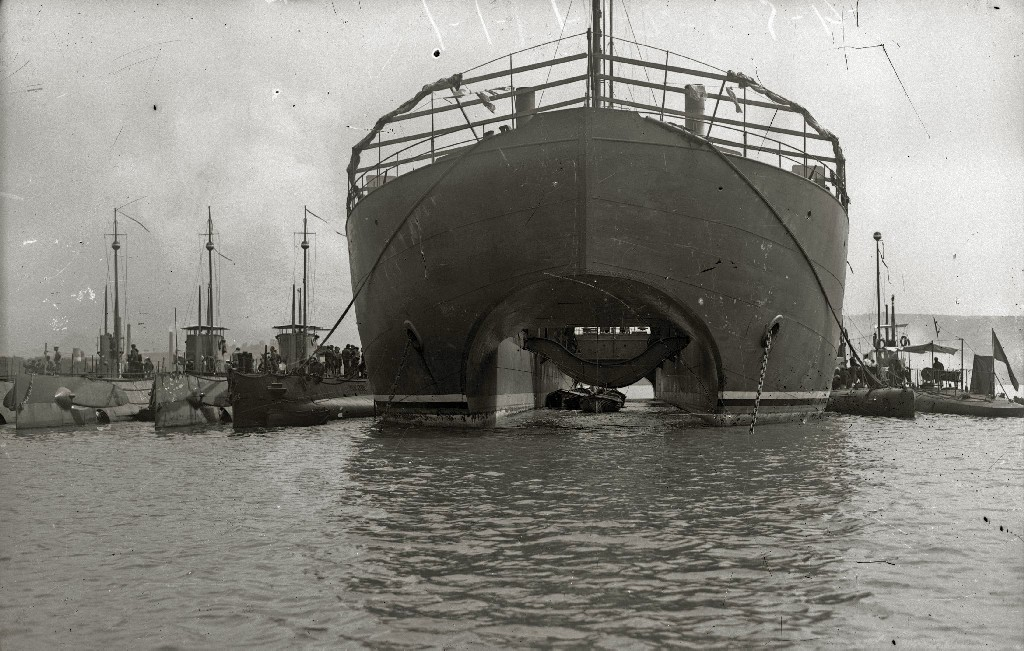
El Kanguro junto con submarinos clase A, a la derecha, y clase B, a la izquierda, en el puerto de Pasajes en 1922.

Fue contratado en el año 1915 durante el mandato del entonces Ministro de Marina Augusto Miranda Godoy, con los astilleros Werf Conrad de Haarlem en Holanda, al mismo tiempo que se realizaba los pedidos de los primeros sumergibles que constituirían la futura arma submarina de la Armada. Sin embargo, las circunstancias producidas por la guerra, explotadas con manifiesta mala fe por la casa constructora, dieron lugar a un largo pleito y tras cuatro años de estar amarrado el buque en Ámsterdam, fue entregado a la armada.

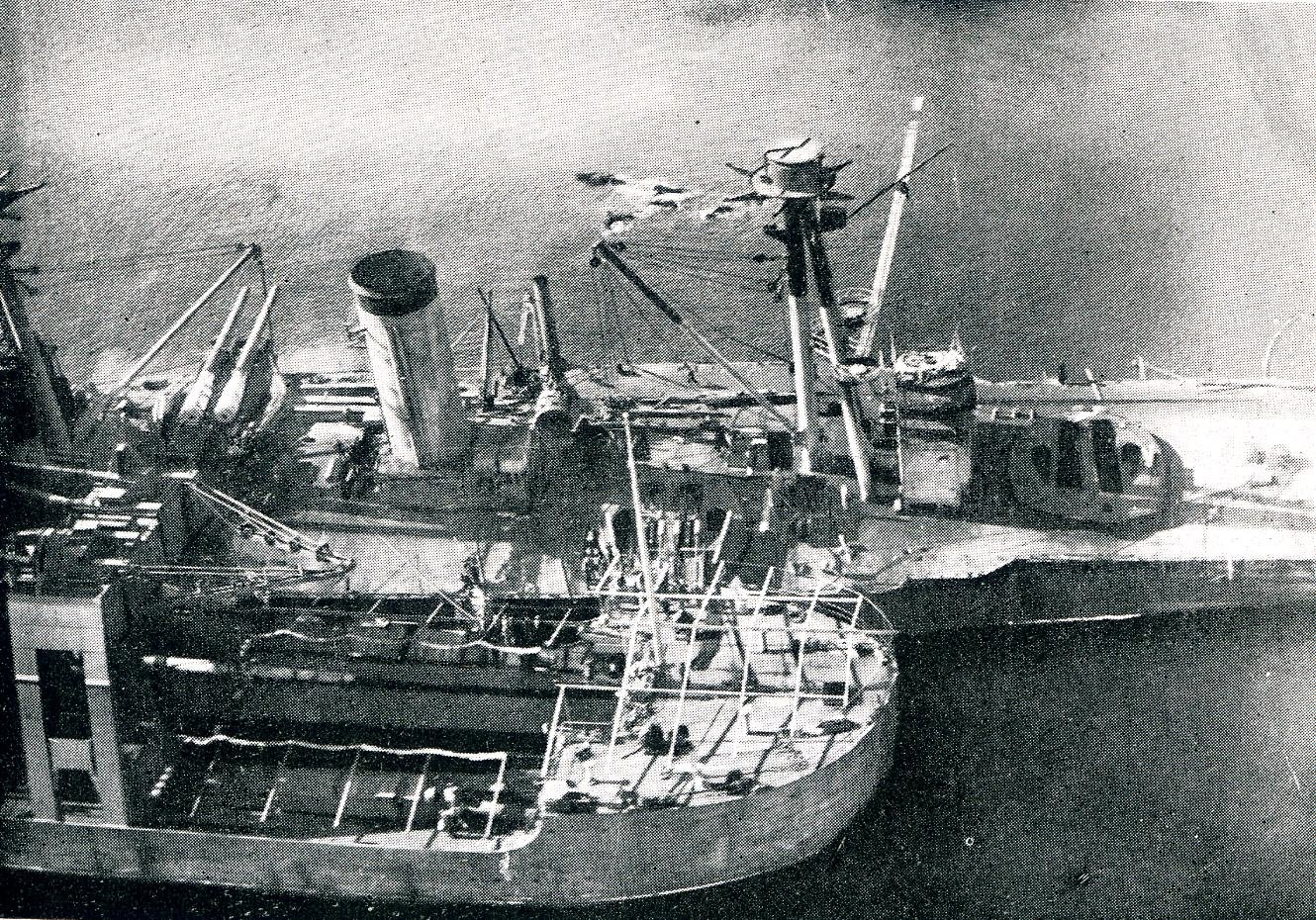
Rescate de los cañones del acorazado España en 1924.

En 1920 se recibió el buque Kanguro comprado a Holanda para dar servicio a los submarinos de la serie A ( Isaac Peral (A-0), Narciso Monturiol (A-1), Cosme García (A-2) y A3), pues las clases siguientes ya no cabían en su dique. Realizó tareas de apoyo a los submarinos de la Armada Española hasta su retiro el 23 de noviembre de 1943 cuando fue dado de baja y sus máquinas usadas en la propulsión de los guardacostas Procyon y Pegaso apodados por este motivo como los "canguritos" y con los apodos de "Porción" y "Pedazo", respectivamente.
La única operación de rescate que llevó a cabo fue la recuperación de los cañones de 305 mm del acorazado España varado en el cabo de Tres Forcas el 26 de agosto de 1923.
El Kanguro participó en 1930 en unos estudios teóricos y experimentales sobre las explosiones submarinas, sometidos a fuertes presiones y sus efectos sobre el fondo del mar.
Al estallar la guerra civil, se encontraba averiado en la base naval de Cartagena, quedando en manos gubernamentales.